# JavaServer Faces
JavaServer Faces（JSF）是一个为网络应用程序构建基于组件的用户界面的Java规范，并已通过JCP格式化为Java EE的一部分。它也是一个MVC Web应用框架，通过在页面中使用可重用的UI组件简化了基于服务器的应用程序的用户界面（UI）。

## 版本
- JSF 2.3 (2017-03-28) — Major features: search Expressions, extensionless URLs, bean validation for complete classes, push communication using WebSocket, enhanced integration with CDI.
- JSF 2.2 (2013-04-16) — JSF 2.2 introduced new concepts like stateless views, page flow and the ability to create portable resource contracts.
- JSF 2.1 (2010-10-22) — Maintenance release of 2.0. Only very minor amount of spec changes.
- JSF 2.0 (2009-06-28) — Major release for ease of use, enhanced functionality, and performance.  Coincides with Java EE 6.
- JSF 1.2 (2006-05-11) — 核心系统和API改进. Coincides with Java EE 5. Initial adoption into Java EE.
- JSF 1.1 (2004-05-27) — 错误修复,没有更改规范.
- JSF 1.0 (2004-03-11) — 初始规范发布.

## 技术的主要组件
为了展现UI组件和管理它们的状态；操作事件、服务器端的确认和数据变换；定义页面导航；支持国际化和可访问性；提供对所有特性的可扩展性的API为了在JSP中表示UI组件和拍发组件给服务器端对象的两个JSP自定义tag库。

## JavaServer Faces技术好处
引入了基于组件和事件驱动的开发模式，使开发人员可以使用类似于处理传统界面的方式来开发Web应用程序。提供了行为与表达的清晰分离。
不用特别的脚本语言或者标记语言来连接UI组件和Web层。JSF技术API被直接分层在Servlet API的顶端。
技术为管理组件状态提供一个丰富的体系机构、处理组件数据、确认用户输入和操作事件。

## JavaServer Faces应用程序
典型的JSF应用程序包含下列部分：
- 一组JSP页面
- 一组后台bean（为在一个页面上的UI组件定义的属性和函数的JavaBean组件）
- 应用程序配置资源文件（定义页面导航规则、配置bean和其它的自定对象，如自定义组件）
- 部署描述文件（web.xml）
- 一组由应用程序开发者创建的自定义对象（有可能）
- 一些可能包含自定义组件、约束、转换器或者监听器的对象
- 为在页面中表现自定义对象的一组自定义tag

包含JSP页面的JSF应用程序也使用由为了表现UI组件和在页面上的其他对象的JSF技术而定义的标准的tag库。

## JavaServer Faces应用程序开发角色
- 页面作者：使用JSF标记库创建页面。
- 应用程序开发者：编写自定义转换器、约束、监听器和后台bean。
- 组件作者：创建自定义UI组件和实施者（renderer）。
- 应用程序建造者：配置应用程序，包括定义导航规则、配置自定义对象和创建部署描述文件。